# San Roque intercediendo ante la Virgen por los apestados
San Roque intercediendo ante la Virgen por los afectados por la peste es una de las primeras pinturas religiosas del artista francés Jacques-Louis David. Muestra a San Roque intercediendo ante la Virgen María y el Niño Jesús por los apestados que se muestran a su alrededor. Lo pintó en 1780 durante su estancia en la Villa Medici de Roma tras ganar el primer premio de pintura en el Prix de Rome (antes de su Retrato del conde Stanislas Potocki ) y lo expuso en el Salón de París de 1781 a su regreso a Francia. Mientras estuvo en Roma estuvo muy influenciado por las obras de Caravaggio, Poussin, Guercino y Lebrun . Estaba decidido a no dejarse seducir por el estilo barroco italiano, declarando "la Antigüedad no me seducirá, carece de animación, no se mueve". No obstante, llenó doce cuadernos de dibujos durante su estancia en Roma, y él y su estudio los utilizaron como modelos durante el resto de su vida.  

## Antecedentes
San Roque es, entre otras cosas, el patrón de los inválidos, y se le invoca especialmente contra la peste. Tras recuperarse de la enfermedad, se le representa como un peregrino con un bastón y un bubón en el muslo (reliquia de su enfermedad), y a menudo acompañado de un perro, que representa al perro que le trajo pan y lamió sus heridas cuando estaba enfermo. 

## La pintura
En el cuadro, San Roque está en el centro a la derecha, mirando a la Virgen María y al Niño Jesús arriba a la izquierda. San Roque es reconocible por su atuendo de peregrino, el bubón en la pierna y el perro que tiene detrás. Suplica a María su intercesión. Abajo, a la izquierda, hay un grupo de enfermos sentados y tumbados en el suelo. María, vestida con una túnica azul y roja, juega con el Niño, aparentemente indiferente a la situación de los hombres. Están pintados en tonos marrones y grises sombríos, y su sufrimiento se ve acentuado por la visión, a media distancia a la derecha, de víctimas que yacen en estado de estupor y son transportadas en un carro. 
El cuadro es una obra de óleo sobre lienzo que mide 260 por 195 cm. Actualmente se encuentra en el Museo de Bellas Artes de Marsella, Francia. 

## Recepción
La imagen ha sido comparada con Cristo nombrando a San Roque como patrón de las víctimas de la peste, un retablo de 1623-1626 de Pedro Pablo Rubens, y puede haber sido influenciado por él. En el cuadro de Rubens, los apestados se muestran esperanzados, viendo a San Roque y a Cristo sobre ellos como sus salvadores, a punto de curarlos. En cambio, las víctimas de David se muestran apáticas, se ven condenadas; una mira al espectador con silencioso reproche, otra hace un movimiento frenético que parece carecer de propósito, y una tercera mira a San Roque y a la Virgen María con los ojos cerrados. Incluso San Roque y la Virgen María parecen desconectados, como si estuvieran separados por una pantalla de cristal. Él levanta la vista y le suplica, pero sus manos no se tocan; ella parece no darse cuenta de su presencia y gesticula hacia algo que se encuentra a media distancia. 